# 奥隆夫拉达
奥隆夫拉达，是西班牙卡斯蒂利亚-莱昂塞戈维亚省的一个市镇。 总面积67平方公里，总人口790人（2001年），人口密度12人/平方公里。